# تشارلز تشيلتون
تشارلز تشيلتون (بالإنجليزية: Charles Chilton)‏ (15 يونيو 1917، بلومزبري في المملكة المتحدة - 2 يناير 2013، هامبستاد في المملكة المتحدة)؛ مقدم برامج إذاعية وروائي بريطاني.

## روابط خارجية
- تشارلز تشيلتون على موقع IMDb (الإنجليزية)
- تشارلز تشيلتون على موقع ميوزك برينز (الإنجليزية)
- تشارلز تشيلتون على موقع قاعدة بيانات برودواي على الإنترنت (الإنجليزية)
- تشارلز تشيلتون على موقع ديسكوغز (الإنجليزية)